# モナスティール
モナスティール（イタリア語: Monastir）は、イタリア共和国サルデーニャ自治州南サルデーニャ県にある、人口約4,600人の基礎自治体（コムーネ）。

## 地理

### 位置・広がり

#### 隣接コムーネ
隣接するコムーネは以下の通り。括弧内のCAはカリャリ県所属を示す。
- ヌラーミニス
- サン・スペラーテ
- セルディアーナ
- セストゥ (CA)
- ウッサーナ
- ヴィッラソール